# Obniżenie Orawsko-Podhalańskie
Obniżenie Orawsko-Podhalańskie (514.1) – makroregion w Polsce i na Słowacji, w Centralnych Karpatach Zachodnich. Znajduje się między Łańcuchem Tatrzańskim na południu a Beskidami Zachodnimi na północy. Zaliczają się do niego:
- Kotlina Orawsko-Nowotarska
- Pieniny
- Pogórze Spisko-Gubałowskie
- Rów Podtatrzański.

## Geologia
Obniżenie w eocenie było niecką sedymentacyjną wypełnioną fliszem podhalańskim o miąższości około 3 km. W neogenie południowa jej część podczas wypiętrzania się Łańcucha Tatrzańskiego została znacznie podniesiona, zaś północna ulegała uginaniu i przesunięciu na północ. W górnym miocenie zagłębienie w zachodniej części niecki wypełniło się wodą. Powstało jezioro, które później wypełniło się kilkusetmetrowej grubości warstwą żwirów i iłów niesionych przez wodę z wypiętrzających się Tatr. Warstwa tych żwirów i iłów spowodowała podniesienie północnej części obniżenia i jego pochylenie z południa na północ, procesy wymywania i sedymentacji osadów zaś zróżnicowanie go na 4 makroregiony.

## Opis makroregionu
Obniżenie w kierunku od wschodu na zachód ma długość około 70 km, w kierunku z południa na północ szerokość około 20–30 km. W Polsce znajduje się tylko środkowa część o powierzchni około 900 km². Przez Obniżenie biegnie Wielki Europejski Dział Wodny. Część zachodnia należy do zlewiska Morza Czarnego, część wschodnia do zlewiska Morza Bałtyckiego. Dział ten przebiega granią główną Orawicko-Witowskich Wierchów oraz przecina Kotlinę Orawsko-Podhalańską, najniżej (na wysokość 653 m n.p.m.) schodząc na torfowisku Puścizna Rękowiańska w okolicy Piekielnika.
Region zamieszkiwany jest przez kilka grup etnicznych. W środkowej części, w dorzeczu Dunajca są to górale polscy, w dorzeczu Orawy głównie słowaccy, ale częściowo również polscy Orawianie. Część wschodnią zamieszkują Spiszacy, ale częściowo także Rusini. W polskiej części Obniżenia Orawsko Podhalańskiego w 1998 r. mieszkało około 150 tys. ludzi, z tego 40% w dwóch największych miastach regionu – Nowym Targu i Zakopanem.